# مفون أدوه
مفون أدوه (بالإنجليزية: Mfon Udoh)‏ (14 مارس 1992 بنيجيريا - ) هو لاعب كرة قدم نيجيري في مركز الهجوم. شارك مع منتخب نيجيريا لكرة القدم. أما مع النوادي، فقد لعب مع أكوا يونايتد ونادي إنييمبا إنترناشونال وCalabar Rovers F.C. ‏.

## روابط خارجية
- مفون أدوه على موقع قاعدة بيانات كرة القدم.إي يو (الإنجليزية)
- مفون أدوه على موقع Soccerway.com (الإنجليزية)